# Filiální kostel
Filiální kostel je v územním členění římskokatolických farností „vedlejším kostelem“ v rámci farnosti, jejímž centrem je kostel farní. Podle Kodexu kanonického práva (kánon 1214) je, jakožto kostel, posvátnou budovou určenou pro veřejnou bohoslužbu.

Má vyšší právní status než kaple nebo oratorium.

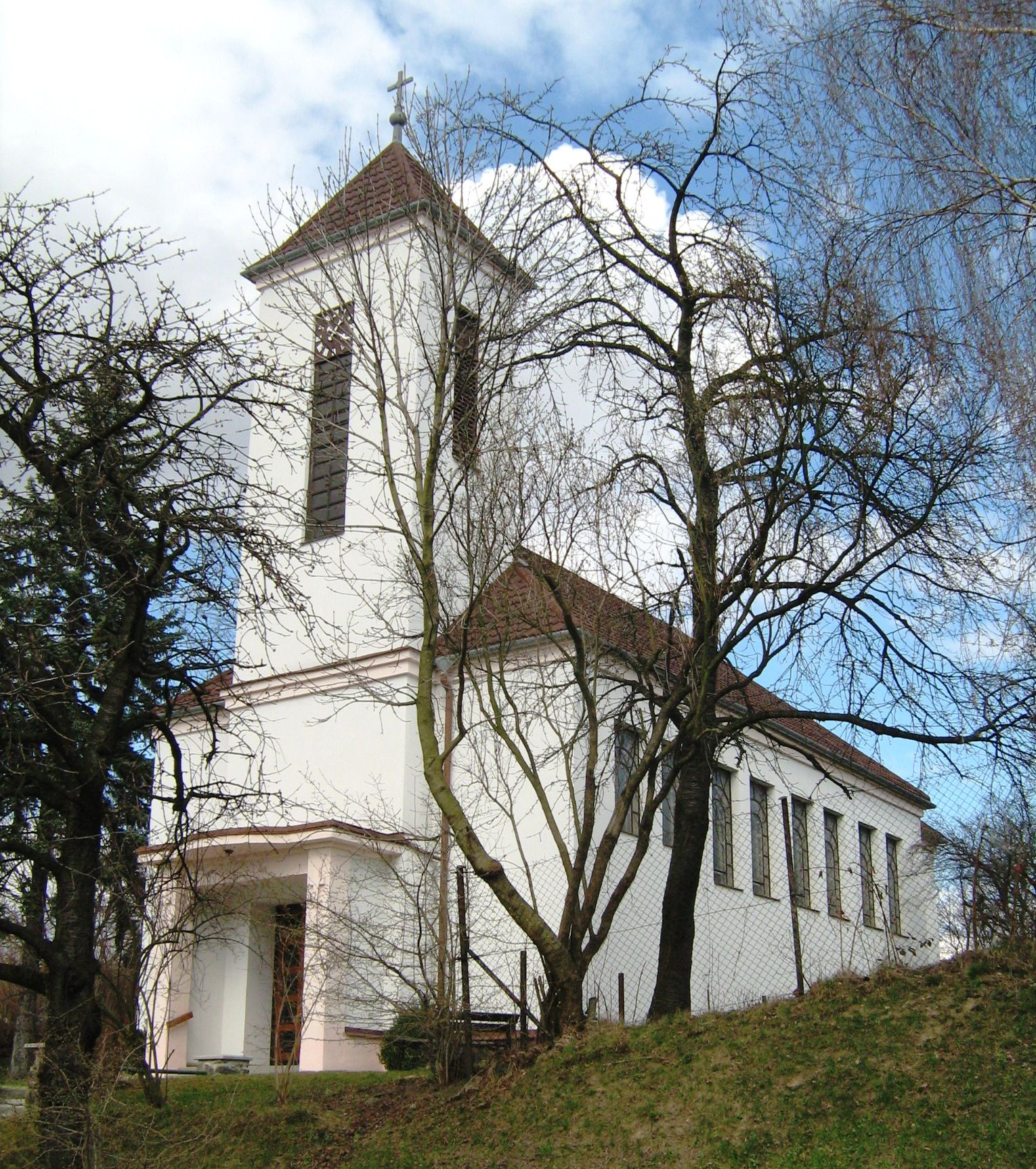
Filiální kostel sv. Floriána v Proskovicích

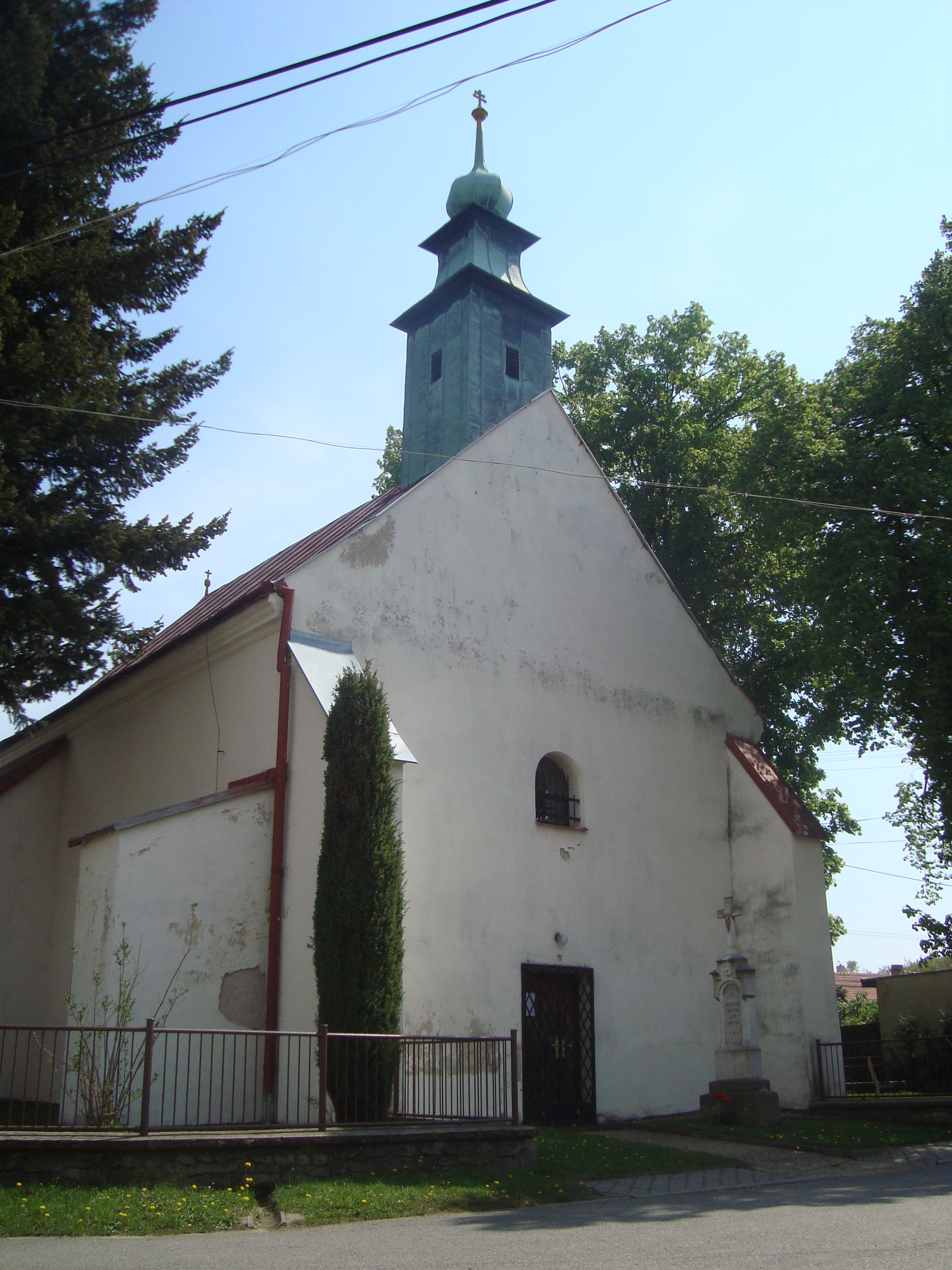
Filiální kostel svatého Jakuba staršího v Omicích

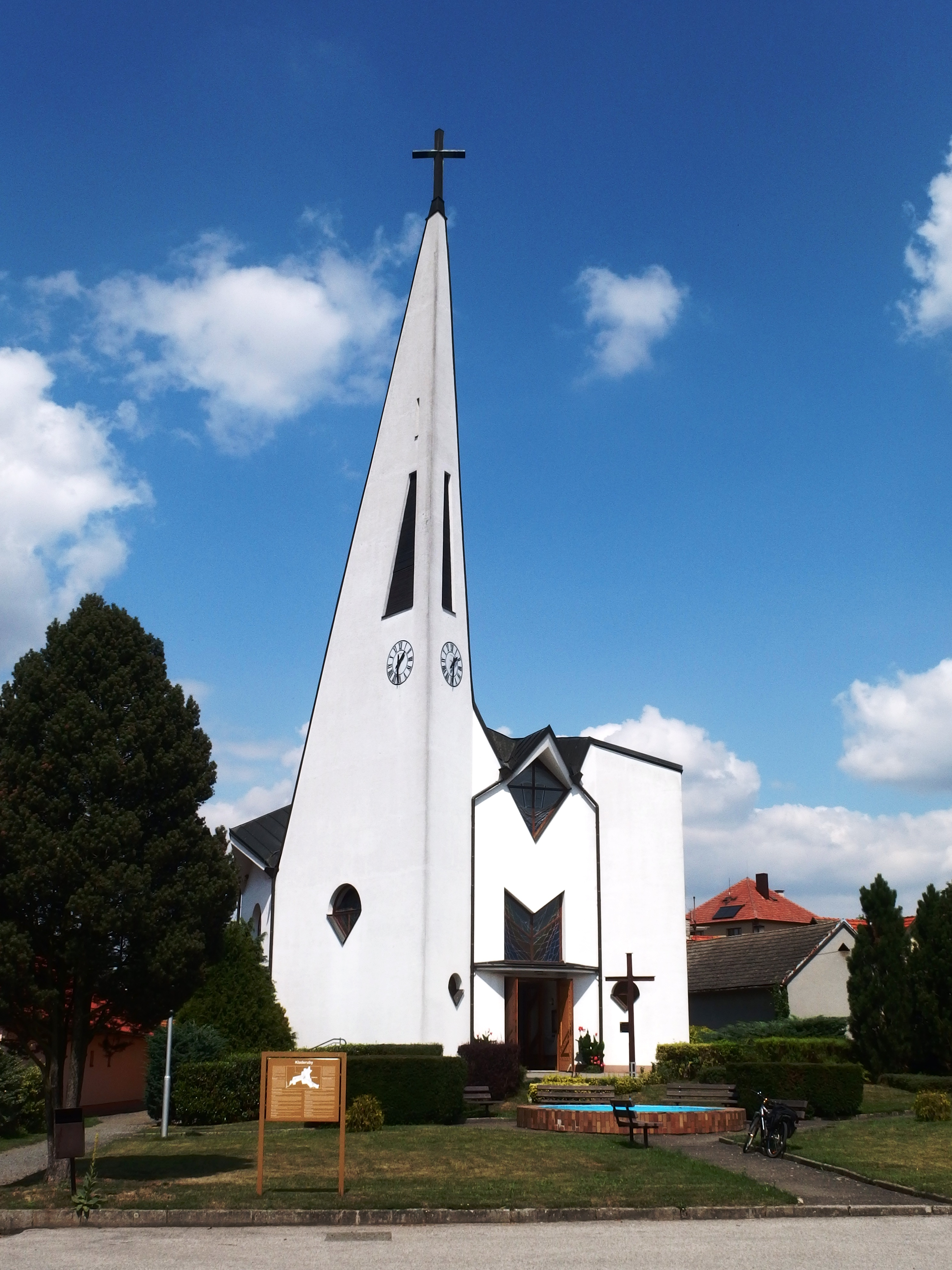
Kladeruby, filiální kostel sv. Cyrila a Metoděje

## Status filiálního kostela
Filiální kostel je „pobočným kostelem“ v rámci farnosti, jíž je součástí. Od kostela farního se liší například tím, že nebývá zpravidla místem udílení základních svátostí (například křtít se má primárně ve farním kostele, aby se vyjádřilo sepětí křtěnce s celým farním společenstvím). Nachází-li se na území farnosti filiální kostel s vlastní duchovní správou, má rektor tohoto kostela žádat ke všem úkonům mimo „běžný provoz“ (těmito úkony mimo běžný provoz se rozumí křty, svatby ...) souhlas statutárního zástupce (faráře nebo administrátora) příslušné farnosti.

## Vlastnické vztahy
Co se týče vlastnických vztahů bývá filiální kostel v majetku farnosti, ale může být i v majetku veřejné právnické osoby, jako je např. město nebo obec. V takovém případě získává kostel i přídomek městský či obecní. Pokud je budova kostela v majetku nějaké instituce či soukromé osoby, další přídomky se zpravidla neuvádějí s výjimkou patří-li kostel nějakému církevnímu řádu. Je-li součástí kláštera, používá se označení klášterní kostel. Jinak se používá buď obecný přídomek řádový kostel, či přídomek specifikující církevní řád, jako např.: jezuitský kostel, salesiánský kostel, kapucínský kostel apod.

## Vývoj duchovní správy
Základní jednotkou duchovní správy v nejen římskokatolické církvi je farnost. V historickém vývoji existovala praxe zakládání tzv. matrimonií (mateřských far) pro větší území. Jednalo se o územně rozsáhlou farnost, která byla tvořena několika společenstvími při různých filiálních kostelích. Tyto filiálky bývaly postupně osamostatňovány, tj. povyšovány na samostatné farnosti a vyčleňovány z obvodu mateřské fary. Příkladem takového matrimonia může být farnost Bezděz v Litoměřické diecézi, která byla matrimoniem pro široké okolí.
Po třicetileté válce docházelo ke scelování farností do větších územních celků z důvodu nedostatku katolického duchovenstva. Tyto filiálky pak bývaly většinou, zvláště koncem 18. století a dále, povyšovány zpět na samostatné farnosti. S určitou analogií na slučování farností se lze setkat i dnes.